# Fraternidad Notre-Dame
La Fraternidad Notre-Dame es una orden religiosa católica tradicionalista de sacerdotes y monjas fundada por Monseñor Jean Marie Roger Kozik.

## Historia
Los orígenes de la Fraternidad Notre-Dame se encuentran en las apariciones de la Virgen María en Fréchou, Francia, que supuestamente fueron recibidas en 1977 por Jean Marie Kozik, un ciudadano francés de origen polaco, que fue consagrado como obispo en 1978, por el arzobispo vietnamita disidente y excomulgado Pierre Martin Ngô Đình Thục. Actualmente, la fraternidad Notre-Dame tiene misiones religiosas y humanitarias en cuatro continentes. La orden religiosa tiene comedores comunitarios y almacenes de alimentos en París, Nueva York, Ulán Bator, Chicago y San Francisco. 
La orden abrió un hospital para los pobres en Mongolia y también ha enviado convoyes humanitarios para ayudar a las víctimas de la guerra en Croacia, Bosnia y Herzegovina, Kosovo y Ruanda. Las monjas de la fraternidad Notre-Dame, venden pasteles tradicionales franceses en mercados de agricultores, para recaudar fondos para el grupo en el área de Chicago.